# Drimys densifolia
Drimys densifolia är en tvåhjärtbladig växtart som beskrevs av Henry Nicholas Ridley. Drimys densifolia ingår i släktet Drimys och familjen Winteraceae. Inga underarter finns listade.